# Сьомий конгрес Комуністичного Інтернаціоналу
Сьомий конгрес Комуністичного Інтернаціоналу проходив 25 липня — 20 серпня 1935 року в Москві.
Центральну доповідь зробив Георгій Димитров, всього виступили 76 делегатів. Основною темою засідань було вирішення питання про консолідацію сил у боротьбі зі зростаючою фашистською загрозою.

## Рішення
На конгресі було ухвалено такі рішення:
- остаточно відкинуто твердження про те, що зростання фашистських настроїв серед населення прискорює створення революційної ситуації;
- підтверджено наявність загрози створення фашистської диктатури;
- однією з причин перемоги фашизму оголошено розрізненість робітничого класу, в розколі звинуватили соціал-демократів. Комуністичним партіям ставилось у провину тільки те, що вони недооцінили силу фашистської ідеології. Разом із тим, попередня оцінка соціал-демократії як соціал-фашизму була визнана помилковою, було зроблено акцент на тактиці Єдиного фронту.
- поставлено завдання непримиренної ідеологічної боротьби з фашизмом;
- оголошено про створення Єдиного робітничого фронту як органу узгодження діяльності трудящих різної політичної орієнтації.

Координувались економічна й політична боротьба з фашизмом, дії самооборони проти фашистських нападів, надання допомоги ув'язненим та їх родинам, захист інтересів молоді й жінок. Радянське керівництво передбачало нову форму об'єднання на всіх рівнях від низових партійних організацій до інтернаціоналів, сенсом об'єднання мала стати демократична боротьбі з фашизмом. Не виключалась можливість і політичного об'єднання, але воно припускалось тільки на підставі принципів марксизму-ленінізму. В Єдиному робітничому фронті могли брати участь анархісти, католики, соціалісти, безпартійні.
- оголошувалась необхідність створення також Народного фронту, який би об'єднав у антифашистській боротьбі представників дрібної буржуазії, ремісників, службовців, представників трудової інтелігенції, та навіть антифашистськи налаштованих елементів крупної буржуазії.
- враховувалась можливість створення в тій чи іншій країні уряду Народного фронту, що не є формою диктатури пролетаріату.

- проголошувала необхідність боротьби за мир, уявлення про війну як про неминучість відкидалось. У зв'язку з цим було варто активізувати діяльність робітників у пацифістських організаціях, але слід було уникати таких форм протесту, як бойкот мобілізації, саботаж на військових заводах, відмова від явки на військову службу.
- необхідність розвитку ініціативи місцевих комуністичних організацій.

## Структурні зміни в Комінтерні
21 серпня Конгрес ухвалив рішення щодо реорганізації структури виконкому. Керівництво Комінтерном передавалось секретарям ВККІ на чолі з Генеральним секретарем. До нового складу Виконкому увійшли 47 членів та 32 кандидатів. Була обрана Інтернаціональна контрольна комісія у складі 20 осіб (від ВКП(б) до її складу увійшли Матвій Шкирятов, Олена Стасова і Міха Цхакая).
Того ж дня було обрано Президію та Секретаріат ВККІ. До Президії увійшли 18 членів і 12 кандидатів (від ВКП(б): Йосип Сталін, Дмитро Мануїльський, Меєр Тріліссер, кандидатом — Соломон Лозовский).
До Секретаріату увійшли Димитров (Генеральний секретар), Ерколлі, Мануїльський, Пік, Куусінен, Марті, Готвальд — членами, Тріліссер, Ван Мін та Флорін — кандидатами.
У зв'язку з переходом на роботу в ЦК ВКП(б) керівництво Комінтерну залишили Осип П'ятницький та Вільгельм Кнорін. Від роботи в Комінтерні був усунутий Бела Кун (за звинуваченням у шпигунстві на користь Румунії).
Було реорганізовано Відділ міжнародних відносин, замість нього було створено Службу зв'язку (керівник — Борис Мельников, заступник керівника Олександр Абрамов-Міров). Лендерсекретаріати були перейменовані на Секретаріати секретарів ВККІ.